# Ipanema Toda Nua
Ipanema Toda Nua é um filme brasileiro de 1971, do gênero comédia, dirigido por Líbero Miguel.

## Sinopse
Quatro rapazes vivem uma intensa vida liberal em Ipanema e de desentendem e se traem mutuamente até que resolvem amadurecer para a vida.

## Elenco
- Adriana Prieto
- Dudu Continentino
- Osmar Prado
- Juan de Bourbon
- Odavlas Petti
- Berta Loran
- Rosita Thomaz Lopes
- Carlos Alberto Romano
- Marina Miranda
- Labanca
- Wilza Carla